# Ordinary Man
Ordinary Man (стилизировано как: ØRD†NARY MAN) — двенадцатый студийный альбом британского хеви-метал-певца Оззи Осборна, выпущенный 21 февраля 2020 года на Epic и спродюсированный Эндрю Уоттом и Луи Беллом. Это самый длинный перерыв между альбомами Осборна, охватывающий почти десять лет со времён Scream. Первый сингл из альбома «Under the Graveyard» был выпущен 8 ноября 2019 года. Второй сингл «Straight to Hell» вышел 22 ноября 2019. Третий сингл — заглавный трек с участием Элтона Джона — был издан 10 января 2020 года. Выпуск четвёртого совместного с Post Malone сингла «It’s a Raid» состоялся 20 февраля 2020 года за день до выхода альбома.
Альбом получил в основном положительные отзывы; многие посчитали его лучшим альбомом Осборна за многие годы и благосклонно сравнивали его как с ранними сольными работами, так и с Black Sabbath.
26 февраля 2020 года Осборн объявил, что начал работу над следующим альбомом с вернувшимся в качестве продюсера Эндрю Уоттом. Последующий альбом был анонсирован под названием Patient Number 9 и был выпущен 9 сентября 2022 года. Перезаписанная версия японского бонус-трека «Darkside Blues» позже появилась в качестве заключительного трека альбома.

## Об альбоме
Ordinary Man стал первым студийным альбомом Осборна в качестве сольного исполнителя спустя десять лет после Scream (2010). Это также первый альбом после того, как он воссоединился с участниками Black Sabbath Тони Айомми и Гизером Батлером для их последнего альбома 13 (2013) в качестве ведущего певца. После выхода 13 они отправились в тур под названием The End Tour, который завершился в Бирмингеме, в Англии, в феврале 2017 года. После окончания прощального тура Black Sabbath, Осборн продолжил работу над новым материалом. В сентябре 2019 года он вместе с Трэвисом Скоттом появился на сингле Post Malone «Take What You Want» из третьего альбома Malone Hollywood's Bleeding. Он стал первым за 30 лет синглом Оззи, вошедшим в Топ 10 Billboard Hot 100, что стало наибольшим промежутком между вхождением в Топ 10 в истории чартов. 8 ноября 2019 года стало известно, что Осборн работает над альбомом вместе с бас-гитаристом Guns N’ Roses Даффом Маккаганом и барабанщиком Red Hot Chili Peppers Чедом Смитом. Говоря о записи, он прокомментировал, что весь процесс создания альбома завершён «за короткое время», добавив, что «Дафф и Чед приезжали, и мы репетировали весь день, а по вечерам я работал над песнями. Я ранее говорил Шэрон, что должен сделать альбом, но в глубине души я думал: „У меня нет на это грёбаных сил“. Но Эндрю вытащил это из меня. Я действительно надеюсь, что люди послушают альбом и насладятся, поскольку я вкладываю в этот альбом свою душу.»

## Отзывы критики
| Совокупная оценка    | Совокупная оценка |
| Источник             | Оценка            |
| -------------------- | ----------------- |
| AnyDecentMusic?      | 7.4/10            |
| Metacritic           | 78/100            |
| Оценки критиков      |                   |
| Источник             | Оценка            |
| AllMusic             | [ 4 ]             |
| Clash                | 7/10              |
| Consequence of Sound | B                 |
| Evening Standard     | [ 17 ]            |
| Exclaim!             | 7/10              |
| The Guardian         | [ 19 ]            |
| musicOMH             | [ 2 ]             |
| NME                  | [ 5 ]             |
| Rolling Stone        | [ 20 ]            |
| Sputnikmusic         | 3.3/5             |
| Variety              | 8/10              |

Ordinary Man в целом получил положительные отзывы от критиков. На Metacritic, который присваивает нормализованный рейтинг из 100 рецензий из основных публикаций, альбом получил в среднем 78 баллов, основанным на пятнадцати рецензиях, что указывает на «в целом благоприятные отзывы» Агрегатор AnyDecentMusic? дал альбому оценку 7.4 из 10, основываясь на своей оценке критического консенсуса.
Критик AllMusic Фред Томас дал альбому в основном положительный отзыв, написав, что, хотя у него было несколько более слабых песен, это был лучший альбом Осборна за последние годы. Он написал: «Продакшн альбома силён, но энергия спонтанна, звучит так, как будто записывать альбом было так же весело, как и слушать его. Несмотря на то, что на момент релиза Осборну 71 год, его голос в отличной форме и звучит более или менее так, как всегда звучит. Как ему удаётся сочинять такую сильную музыку после 50 лет на сумасшедшем поезде, остаётся только догадываться, но лучшие песни альбома вполне на уровне с лучшими песнями Осборна вообще.» Джош Грэй из журнала Clash написал: «Ordinary Man далеко не идеален, но все сольные релизы Оззи Осборна имеют тенденцию отражать недостатки их создателя в той или иной степени. Однако он действительно преуспевает на своих собственных условиях, служа своей цели, напоминая миру о том, чего нам будет не хватать, когда этот титан среди титанов окончательно покинет нас навсегда». Он также похвалил энергию, которую Осборн выражает в альбоме. Спесер Кауфман из Consequence of Sound дал альбому положительный отзыв, высоко оценив вокал Осборна, а также «музыкальность» альбома, хотя и утверждал, что "такие песни, как «Goodbye», «Eat Me» и «Scary Little Green Men» «теряются в суматохе»". Он также заявил, что был немного разочарован тем, что Закк Уайлд не участвовал в создании альбома. Харри Флетчер в рецензии для Evening Standard высоко оценил альбом, похвалив как вокал Осборна, так и особенности диска. Джо Смит-Энгельгардт из Exclaim! дал Ordinary Man положительный отзыв, говоря, что это был один из самых захватывающих альбомов Осборна за долгие годы и «несмотря на небольшие недостатки некоторых песен, он создал ещё одну запись, достойную людского внимания». В своей рецензии для musicOMH Росс Хортон был позитивно настроен по отношению к альбому, заявив, что это «просто ещё один сольный альбом Оззи Осборна, к лучшему или к худшему. Он преуспевает в своей необработанности, в своём беззаботном слиянии предсказуемых риффов и сумасшедшей поэзии.»
Рецензент NME Джордан Бассет поставил максимальную оценку Ordinary Man, написав, что несколько песен в альбоме напоминают старую группу Осборна, Black Sabbath, и что Осборн получил максимальное удовольствие на записи. Кори Гроу из Rolling Stone положительно отозвался об альбоме, сказав, что «некоторые песни грустные, некоторые наполнены смехом из комиксов[прояснить], но на протяжении всего альбома он [Осборн] поет с юношеской бодростью, которая, кажется, не тянет на его 70 с чем-то лет. Его дураческие песни более легкомысленны, чем когда-либо, а его более серьёзные песни звучат даже ещё более вдумчивыми». Гроу также отметил, что «голосовые боли Осборна невероятно трогательны[прояснить]» и что нежные моменты альбома делают его «находкой». Майкл Ханн в рецензии для The Guardian дал альбому также в целом положительный отзыв, отмечая, что «у Ordinary Man могут быть слезливые моменты в плане текстов», хотя и утверждал, что альбом, «возможно», имеет «слишком мало запоминающихся песен». А. Д. Амороси из Variety также оценил альбом положительно, сказав, что «альбом более хард-роковый, нежели грубо металлический, и более щедро спродюсированный (Эндрю Уоттом, также известному по работе над Invasion of Privacy Карди Би и Beerbongs & Bentleys Post Malone), нежели сладж-глэмовым звуком прошлого Оззи.» Более того, он счёл, что Ordinary Man — «как водить машину клоуна на поминках[прояснить]. Это здорово, весело, даже если это грустно.»
 Metal Hammer  назвал его 32-м лучшим металлическим альбомом 2020 года.

## Коммерческий успех
Ordinary Man достиг 3 места в американском чарте Billboard 200, разойдясь тиражом в 77000 альбомно-эквивалентных единиц, среди которых 65000 составили чистые продажи копий альбома. Это восьмой альбом Осборна в качестве сольного исполнителя, попавший в топ-10 в чартах. Также альбом занял 3 место в UK Albums Chart.

## Список композиций
Слова и музыка всех песен — Оззи Осборна, Чеда Смита и Эндрю Уотта, кроме особо отмеченных..
| №                   | Название | Автор(ы)                                                | Длительность |
| ------------------- | --- | ------------------------------------------------------- | ------------ |
| 1.                  | «Straight to Hell» | Джон Осборн Чед Смит Дафф Маккаган Эндрю Уотман [англ.] | 3:45         |
| 2.                  | «All My Life» | Осборн Смит Маккаган Александра Тампоси Уотман          | 4:18         |
| 3.                  | «Goodbye» | Осборн Смит Маккаган Тампоси Уотман                     | 5:34         |
| 4.                  | «Ordinary Man» (совместно с Элтоном Джоном)                                                                                         | Осборн Смит Маккаган Уильям Уолш Уотман                 | 5:01         |
| 5.                  | «Under the Graveyard» | Осборн Смит Тампоси Уотман                              | 4:57         |
| 6.                  | «Eat Me» | Осборн Смит Маккаган Тампоси Уотман                     | 4:19         |
| 7.                  | «Today Is The End» | Осборн Смит Уотман                                      | 4:06         |
| 8.                  | «Scary Little Green Men» | Осборн Смит Маккаган Тампоси Уотман                     | 4:20         |
| 9.                  | «Holy For Tonight» | Осборн Смит Маккаган Тампоси Уотман                     | 4:52         |
| 10.                 | «It’s a Raid» (совместно с Post Malone)                                                                                             | Осборн Остин Пост Луи Белл Смит Тампоси Уотман          | 4:20         |
| 11.                 | «Take What You Want» (Post Malone при участии Оззи Осборна и Трэвиса Скотта) (Бонус-трек для CD, компакт-кассет и цифрового релиза) | Осборн Пост Жак Уэбстер II Уолш Уотман Белл             | 3:49         |
| Общая длительность: | Общая длительность: | Общая длительность:                                     | 49:21        |

| №                   | Название            | Длительность |
| ------------------- | ------------------- | ------------ |
| 12.                 | «Darkside Blues»    | 1:47         |
| Общая длительность: | Общая длительность: | 51:14        |

## Участники записи
Сведения взяты из AllMusic.

| - Оззи Осборн — ведущий вокал, губная гармоника (треки 6, 12), композиция Дополнительные музыканты - Эндрю Уотт — вокалы, гитары, клавишные (треки 2, 4-10), фортепиано (4 трек), бас-гитара (7 трек), программирование, композиция, инструментация, струнные аранжировки, хоровые аранжировки, фотография обложки - Луи Белл — клавишные (трек 10), производство, звукоинженер, программирование, композиции, инструментация, продюсирование вокала - Дафф Маккаган — бас-гитара (треки 1-6, 8-10), композиция - Чед Смит — ударные (треки 1-11), композиция - Слэш — гитара (треки 1, 4) - Том Морелло — гитара (треки 8, 10) - Чарли Пут — клавишные (1 трек) - Элтон Джон — фортепиано и соведущий вокал (4 трек) - Post Malone — соведущий вокал (треки 10, 11), композиция - Трэвис Скотт — вокал (трек 11), композиция - Келли Осборн — дополнительный вокал (6 трек) - Майкл Дор — бас - Николас Гарретт — бас - Питер Снипп — бас - Ричард Прайс — контрабас - Стейси Уоттон — контрабас - Чарли Шейн — гитара - Happy Perez — клавишные (треки 5, 8), дополнительное производство, инструментация, программирование - Али Тампоси — вокалы, композиции - Билли Уолш — композиция - Холли Лессиг — дополнительный вокал - Джесс Вулф — дополнительный вокал | - Джон Боуэн — тенор-вокал - Кристофер Ханн — тенор-вокал - Гарет Треседер — тенор-вокал - Ханна Кук — альт - Джо Маршалл — альт - Эми Лиддон — альт - Клара Санабрас — альт - Сара Дэйви — сопрано - Грейс Дэвидсон — сопрано - Джоанна Форбс Л’Эстранж — сопрано - Лиззи Болл — скрипка - Перри Монтаг-Мейсон — скрипка, струнные - Марк Берроу — скрипка - Джон Бредбери — скрипка - Джеки Хартли — скрипка - Патрик Кирнан — скрипка - Богуслав Костеки — скрипка - Гэби Лестер — скрипка - Дорина Маркофф — скрипка - Стив Моррис — скрипка - Эвертон Нельсон — скрипка - Том Пиготт-Смит — скрипка - Кристофер Томблинг — скрипка - Дебора Виддаб — скрипка - Сьюзан Денч — скрипка, вокал - Джулия Найт — скрипка, вокал - Питер Лейл — скрипка, вокал - Энди Паркер — скрипка, вокал - Иэн Бёрдж — скрипка, вокал - Ник Купер — скрипка, вокал - Вики Мэттьюс — скрипка, вокал - Крис Уорси — скрипка, вокал | Дополнительный персонал - Эндрю Дудман — звукоинженер - Доминик Гриздон — звукоинженер - Пол Ламалфа — звукоинженер - Мэтт Стилл — звукоинженер - Мэтт Джонс — ассистент звукоинженера - Джордж Оултон — ассистент звукоинженера - Кевин Питерсон — ассистсент мастеринга - Майк Боцци — мастеринг - Дэйв Катч — мастеринг - Мэнни Марроквин — микширование - Алан Молдер — микширование - Сезар Эдмундс — ассистент микширования, инструментация, программирование, программирование синтезатора (трек 1), синт-бас (треки 2, 3, 6, 9, 10) - Скотт Десмарейсс — ассистент микширования - Робин Флорент — ассистент микширования - Крис Галланд — ассистент микширования - Том Херберт — ассистент микширования - Джереми Инхаббер — ассистент микширования - Каан Гунесберк — программирование (трек 11) - Уил Мэлоун — хоровые аранжировки, струнные аранжировки, дирижирование струнными - Эми Стюарт — дирижирование струнными - Джон Костино — иллюстрации - Джефф Шульц — арт-директор, дизайн - Терри Эдвардс — хор, хормейстер - Бен Перри — хор, хормейстер - London Voices — хор - Сэм Тейлор-Джонсон — фотография |

## Чарты
| Чарт (2020)                          | Высшая позиция |
| ------------------------------------ | -------------- |
| Австралия (ARIA)                     | 4              |
| Австрия (Ö3 Austria)                 | 2              |
| Бельгия/Валлония (Ultratop)          | 11             |
| Бельгия/Фландрия (Ultratop)          | 18             |
| Великобритания (UK Albums Chart)     | 3              |
| Венгрия (MAHASZ)                     | 5              |
| Германия (Offizielle Top 100)        | 2              |
| Дания (Hitlisten)                    | 16             |
| Ирландия (Irish Albums Chart)        | 22             |
| Испания (PROMUSICAE)                 | 3              |
| Италия (FIMI)                        | 6              |
| Канада (Canadian Albums Chart)       | 3              |
| Нидерланды (Album Top 100)           | 18             |
| Новая Зеландия (RMNZ)                | 12             |
| Норвегия (VG-lista)                  | 3              |
| Норвегия (Vinyl Albums, VG-lista)    | 1              |
| Польша (ZPAV)                        | 3              |
| Португалия (AFP)                     | 3              |
| США (Billboard 200)                  | 3              |
| США (Billboard Top Hard Rock Albums) | 1              |
| США (Billboard Top Rock Albums)      | 1              |
| Финляндия (Suomen virallinen lista)  | 3              |
| Франция (SNEP)                       | 34             |
| Чехия (ČNS IFPI)                     | 1              |
| Швейцария (Schweizer Hitparade)      | 2              |
| Швеция (Sverigetopplistan)           | 1              |
| Шотландия (Scottish Albums Chart)    | 2              |
| Эстония (Eesti Tipp-40)              | 16             |
| Япония (Oricon)                      | 10             |

| Чарт (2020)                        | Позиция |
| ---------------------------------- | ------- |
| Германия (Offizielle Top 100)      | 58      |
| Польша (ZPAV)                      | 71      |
| США Billboard 200                  | 199     |
| США US Top Rock Albums (Billboard) | 37      |
| Швейцария (Schweizer Hitparade)    | 86      |

## Сертификации
| Регион                                                                      | Сертификация | Продажи |
| --------------------------------------------------------------------------- | ------------ | ------- |
| Канада (Music Canada)                                                       | Золотой      | 40 000  |
| Польша (ZPAV)                                                               | Золотой      | 10 000  |
| США (RIAA)                                                                  | Золотой      | 500 000 |
| Данные о продажах + прослушиваниях приведены только на основе сертификации. |              |         |